# Castelo de Burton in Lonsdale
O Castelo de Burton in Lonsdale ficava na vila de Burton em Lonsdale em North Yorkshire, na Inglaterra.
Ficou registado durante o reinado de Henry II que a guarnição do castelo em 1129 – 1130 consistiu de um cavaleiro, dez sargentos, um porteiro e um vigia.
Este era um castelo motte com dois baileys. Em 1322, foi confiscado dos Mowbrays que se opunham ao rei Eduardo II.